# Flavio Roma
Flavio Roma (Rim, 21. lipnja 1974.) je talijanski umirovljeni nogometni vratar.

## Nogometna karijera

### Klub
Odrastao je u Laziju. Svoju karijeru počeo je u Rimu, igrao je za Mantovu (1993. – 1994.), za Veneziju (1995. – 1996.), za Fiorenzuolu (1996. – 1997.), za Foggiu (1997. – 1998.), za Chievo (1998. – 1999.), za Piacenzu (1999. – 2001.) odakle je prodan u Monaco 2001. Bio je u Milanu od (2009. – 2012.) da bi se potom opet vratio u Monaco.
S francuskom ekipom Roma je osvojio Francuski kup 2005. godine i sudjelovao u finalu Lige prvaka 2004. gdje je njegova ekipa izgubila 3-0 od portugalskog Porta. Tijekom osam godina u Francuskoj ozlijedio se samo dva puta: tijekom sezone 2001. – 2002. te sezone 2005. – 2006. što ga je udaljilo od nogometa 3 mjeseca. Tijekom tih godina Roma je postao kapetan crveno-bijelih.
12. kolovoza 2009. je završetkom ugovora Željka Kalca, kupljen je od Milana i potpisao jednogodišnji ugovor.

### Reprezentacija
S Talijanskom nogometnom reprezentacijom Roma ima 8 poziva na utakmicu, a 3 odigrane utakmice.